# Arte Takasaki
El Arte Takasaki fue un equipo de fútbol profesional japonés que jugó por última vez en la Japan Football League. Estuvo situado en Takasaki, en la Prefectura de Gunma.

## Historia
El equipo fue fundado en 1996 con el nombre de Makkī F.C. Kantō. Sus colores tradicionales eran el rojo y el negro. Empezaron en divisiones regionales, hasta que finalmente en 2004 ascendió a la Japan Football League tras ganar los play-off en la Kanto Regional League Division 1. En 2006 se denominaron Arte Takasaki, nombre que llevaron hasta su desaparición en enero de 2012.

## Jugadores destacados
- Hitoyoshi Satomi
- Jiro Yabe (2005-2006)

## Entrenadores
- Shinobu Ikeda (2003-04)
- Kazuyuki Miwa (2004-05)
- Yukitaka Omi (2005)
- Kim Kwang-Ho (2005-06)
- Kazuyoshi Hamaguchi (2006)
- Wagner Pereira Cardozo (2006)
- Jorge Rossi (2006-07)
- Katsuyuki Wtanabe (2007-08)
- Hidemi Koutani (2008)
- Yoshikazu Goto (2008-11)

## Resultados en la JFL
| Season | Pos | Pts | PJ | G  | E  | P  | GF | GC  | GD  | Copa del Emperador | Entrenador             |
| ------ | --- | --- | -- | -- | -- | -- | -- | --- | --- | ------------------ | ---------------------- |
| 2004   | 8   | 41  | 30 | 11 | 8  | 11 | 48 | 47  | 1   | 5.ª ronda          | Ikeda                  |
| 2005   | 8   | 48  | 30 | 15 | 3  | 12 | 53 | 40  | 13  | 3.ª ronda          | Miwa, Omi              |
| 2006   | 10  | 37  | 34 | 10 | 7  | 17 | 36 | 62  | −26 | 2.ª ronda          | Kim, Hamaguchi, Amaral |
| 2007   | 18  | 7   | 34 | 1  | 4  | 29 | 17 | 71  | −54 | No se clasificó    | Pipo, Wtanabe          |
| 2008   | 17  | 20  | 34 | 5  | 5  | 24 | 40 | 107 | −67 | 1.ª ronda          | Wtanabe, Koutani       |
| 2009   | 14  | 40  | 34 | 9  | 13 | 12 | 34 | 46  | −12 | 2.ª ronda          | Goto                   |
| 2010   | 17  | 29  | 34 | 7  | 8  | 19 | 28 | 51  | −23 | 2.ª ronda          | Goto                   |
| 2011   | 16  | 34  | 33 | 9  | 7  | 17 | 39 | 55  | −16 | 2.ª ronda          | Goto                   |